# Blastocladiaceae
Blastocladiaceae é uma família de fungos quitridios que têm um devasto que consiste numa única célula basal ramificada ou tronco com rizoides num extremo e esporangios no outro. Não têm septos mas pode ter pseudoseptos. O seu aproveitamento do oxigénio pode ser variável. A sua reprodução é sexual (ciclo diplobionte), às vezes asexual, com produção de zoósporos com um flagelo (planogamia). O habitat é aquático ou húmido.